# Saucisson de l'Ardèche
Le saucisson de l'Ardèche est une spécialité française des régions montagneuses de l'Ardèche. Sa préparation lui donne un goût prononcé de viande, ainsi qu'une couleur rougeâtre à la découpe. Il est protégé par une IGP depuis 2011.

## Histoire et origine

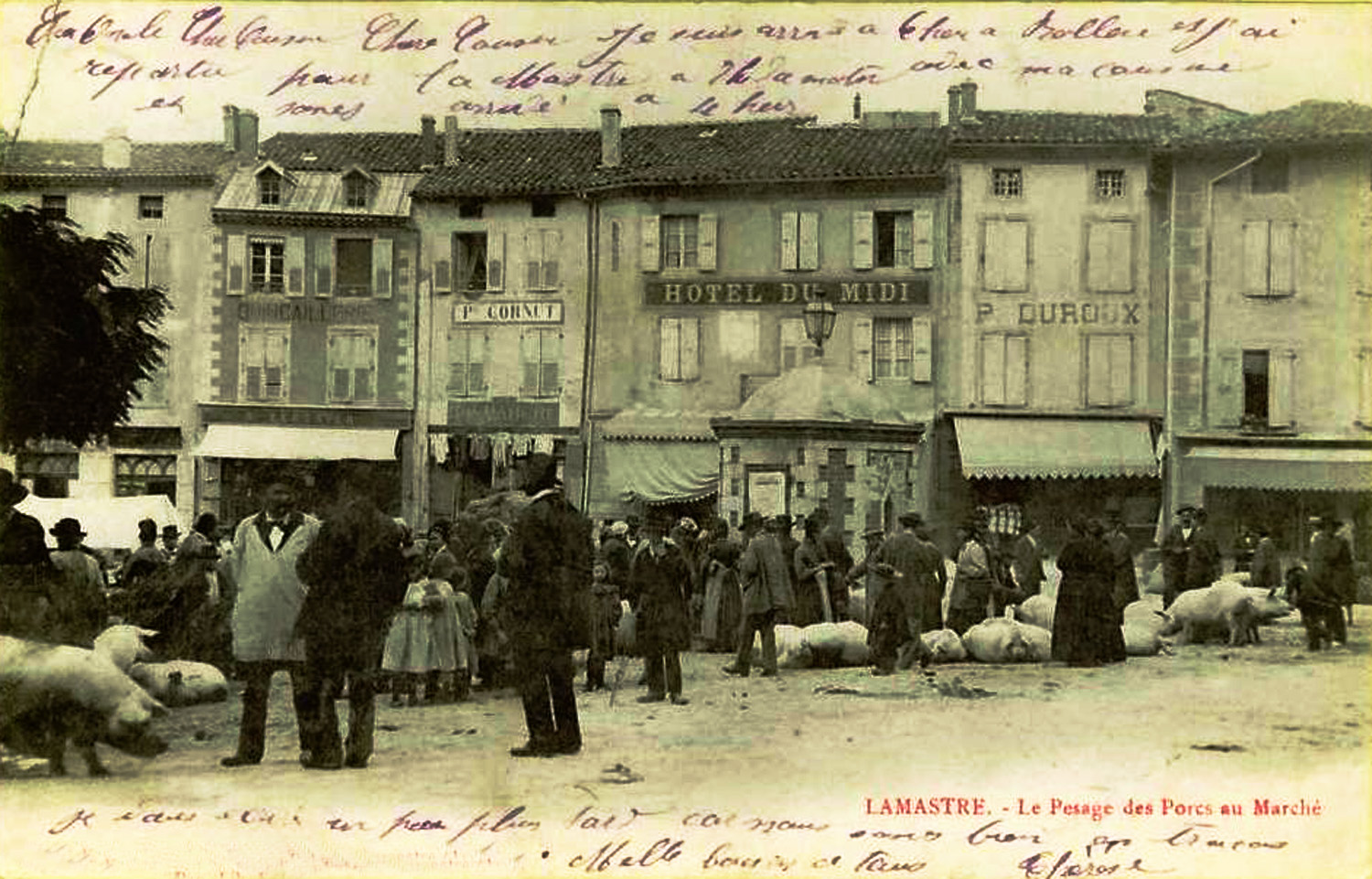
Pesage des porcs au marché de Lamastre (carte postale des années 1900).

Produit de la montagne ardéchoise, cette charcuterie devait sa saveur et ses qualités au climat spécifique de ces hauts plateaux. Une partie de ce territoire réunit les conditions nécessaires à une salaison et un affinage naturel. Actuellement, le saucisson de l'Ardèche IGP peut être réalisé dans 326 des 339 communes de l’Ardèche, ne tenant pas compte du climat de montagne. Les communes exclues de la zone sont situés au sud du département Orgnac-l’Aven, Labastide-de-Virac, Vagnas, Salavas, Sampzon, Grospierres, Bessas, Beaulieu, Saint-André-de-Cruzières, Saint-Sauveur-de-Cruzières, Berrias-et-Casteljau, Banne et Saint-Paul-le-Jeune.
Le saucisson produit dans la haute Ardèche a été célébré par les plus grands, d’Olivier de Serres à Curnonsky. Ce dernier décréta que Saint-Agrève était la « Mecque de la charcuterie ». Cette production de qualité est protégée au niveau européen par une IGP Saucisson de l’Ardèche, publiée au Journal officiel de l’Union européenne du 23 juillet 2011.

## Type de production
Cette charcuterie se décline en plusieurs produits : saucisson, saucisse sèche, pavé, petit chaudin, chaudin, gros chaudin, rosette, jésus, ainsi qu'une gamme complète issue de recettes anciennes et traditionnelles, fruit de mélange de viandes fraîches matures et de porc charcutier.

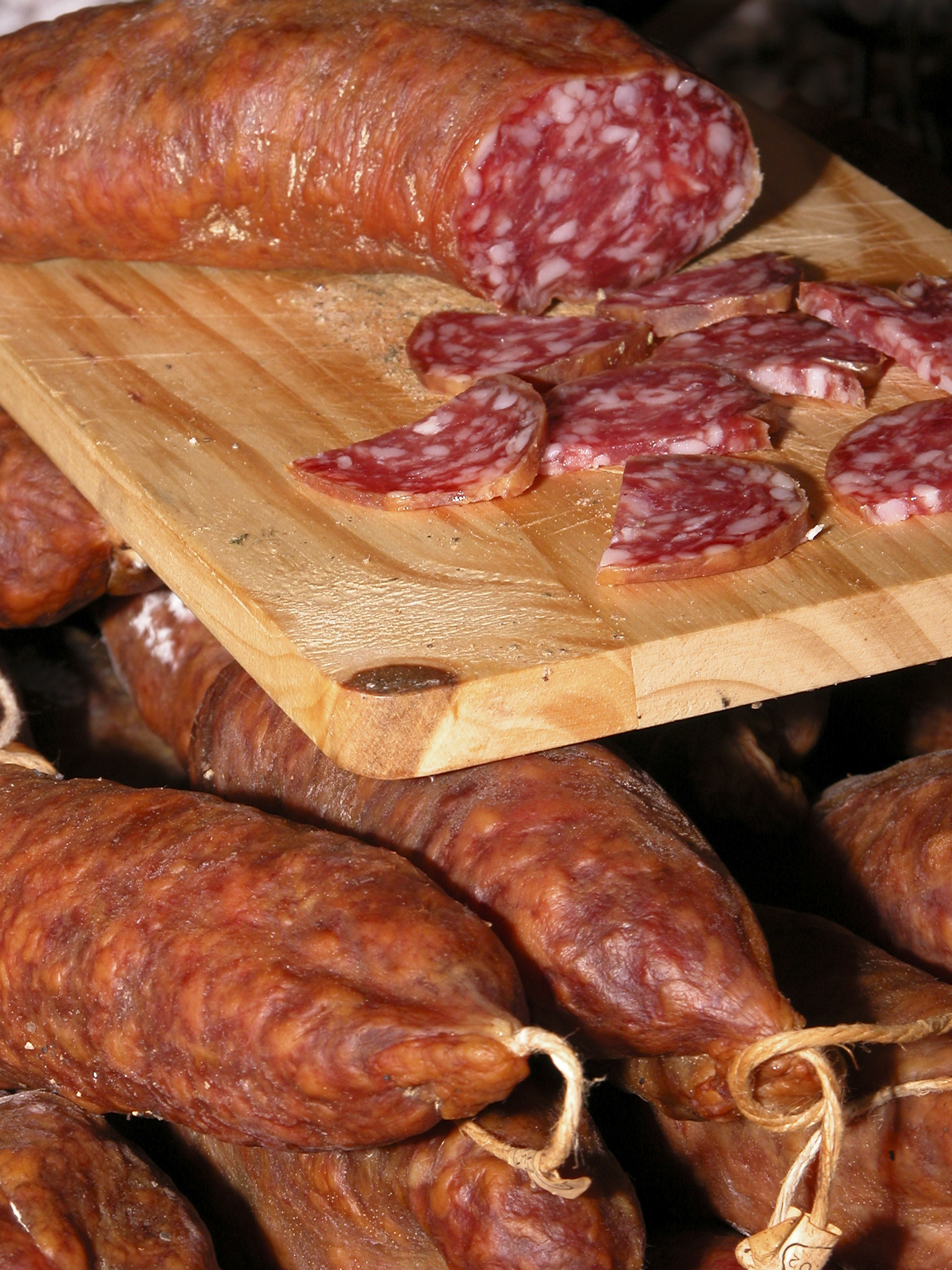
Saucisson d'Ardèche à la coupe.
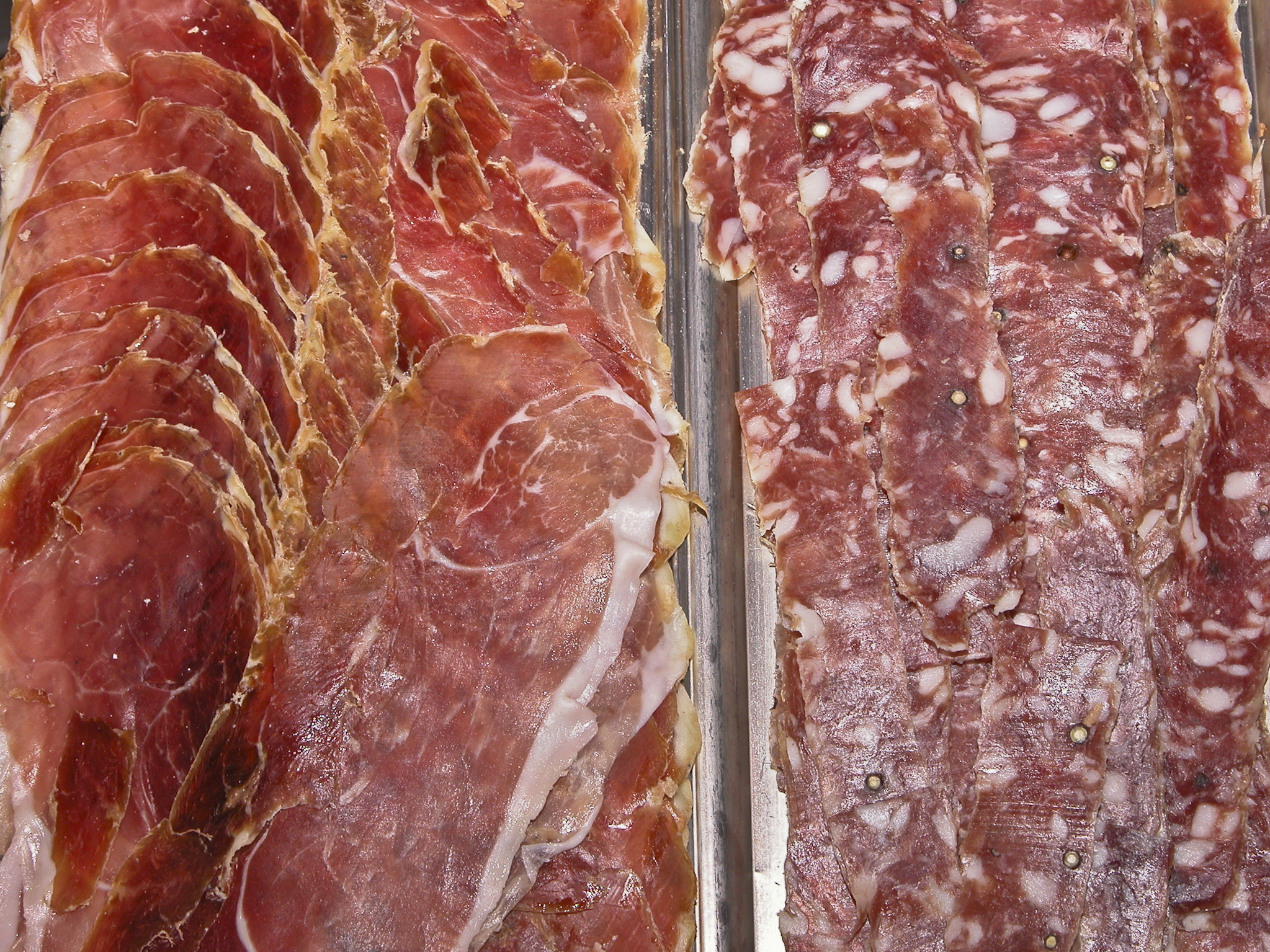
Rosette et jambon fumé de l'Ardèche.

## Ingrédients
Pour le saucisson, les porcs utilisés doivent être des porcs « charcutiers » c’est-à-dire élevés pour leur viande, ou à « carcasse lourde », c’est-à-dire dont la carcasse seule pèse 90 kg ou plus. Tous deux doivent être certifiés CEE (communauté économique européenne), ce qui signifie que les animaux doivent être nés, élevés et tués dans la zone européenne.
La viande de saucisson peut également provenir des truies .
S'ajoutent à cette viande fraîche lors de sa mise en boyau naturel de porc, du sel, des sucres (lactose, dextrose, saccharose), des conservateurs : le nitrate de potassium et des assaisonnements (côtes-du-rhône rouge, épices, ail, ferments). Une quantité de 100 grammes de produit après séchage nécessite 146 grammes de viande fraîche.

## Élaboration
Le saucisson est produit de façon artisanale. Les charcutiers, en faisant un haché gros (8 mm), obtiennent un produit au goût de viande prononcé. Le parage se fait sur table et au couteau, puis vient le présalage des viandes et l'embossage en boyau naturel (menu de chaudin), fermé à la ficelle et bridé à la main. L'étuvage, puis l'affinage qui suivent, durent 4 semaines en circuit ouvert (air extérieur).
Cela donne une charcuterie de couleur rougeâtre à la découpe. On peut d'ailleurs observer sur la tranche du saucisson les grains de lard et les épices qui ont été nécessaires à sa fabrication. « Allongé, rond, tordu, uniforme, sa forme varie selon le type de boyaux utilisés. Le présalage, qui favorise l’expression des arômes, lui donne un goût plus prononcé. ». Il est à souligner que son enveloppe (boyau de porc) se couvrira d’une fleur naturelle qui régulera son séchage. Cette charcuterie est à conserver dans un endroit sec et aéré.

## Accord mets / vin

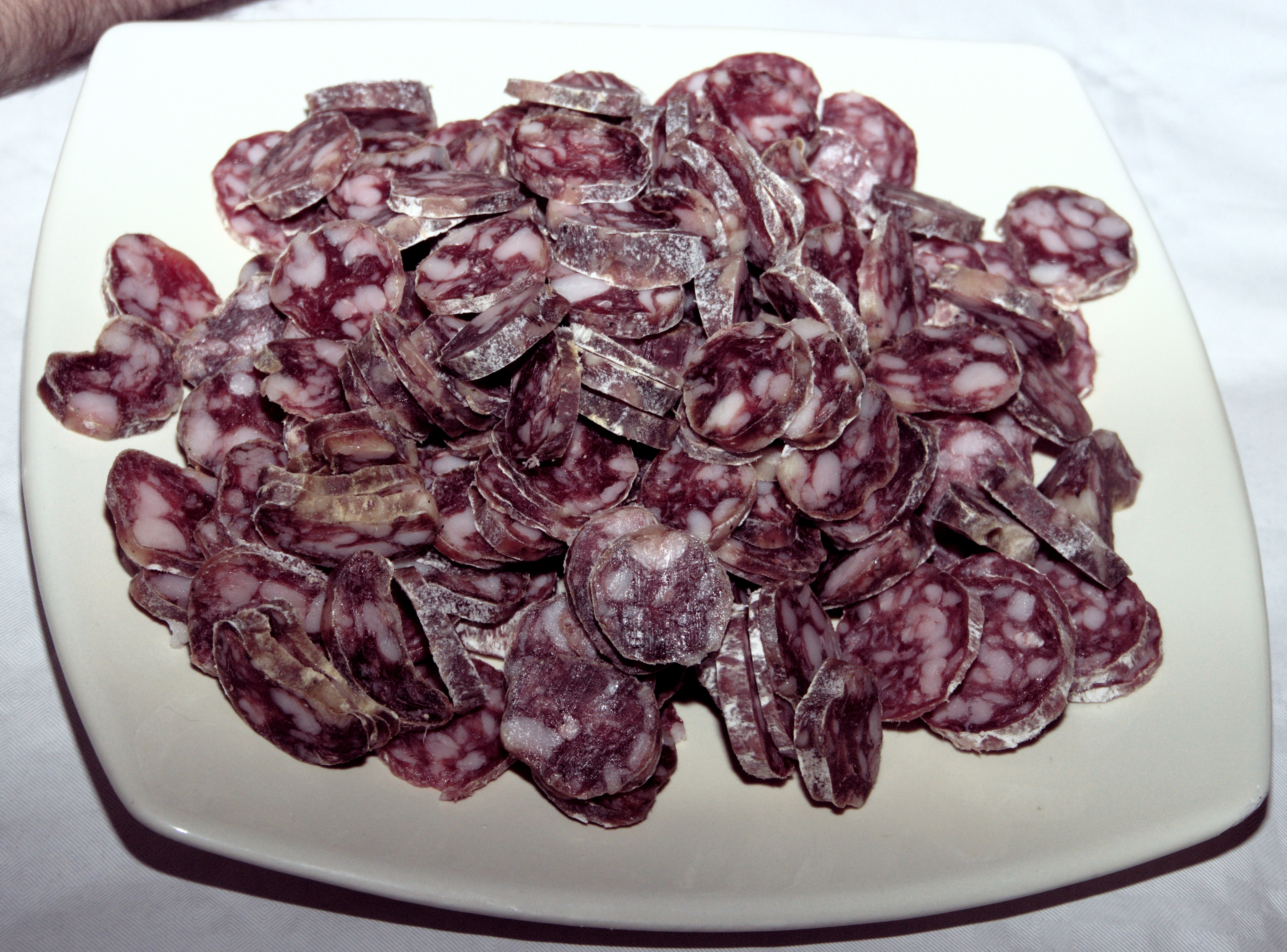
Rondelles de saucisson.

Ces saucissons et saucisses sont à trancher finement. Ils se dégustent à l'apéritif ou en assiette de charcuterie, avec un bon pain de campagne.